# Galicano (cônsul em 330)
Flávio Galicano (em latim: Flavius Gallicanus) foi um oficial romano do século IV, ativo durante o reinado do imperador Constantino (r. 306–337).

## Vida

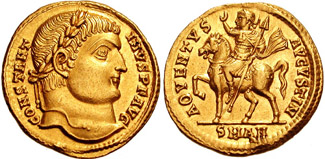
Soldo de Constantino r.

Ele ou Ovínio Galicano era avô de Brúcia Aureliana citada numa inscrição de Mutina e talvez o homem claríssimo Galicano citado por Pelagônio no capítulo 1 de sua Ars Veterinaria. Um dos dois também deu presentes à Igreja de São Pedro, Paulo e João Batista em Óstia. Em 330, Galicano torna-se cônsul anterior com Aurélio Valério Tuliano Símaco. Seu a pouco confiável Ata de São Galicano, foi um comandante militar em Filipópolis na Trácia e construiu uma igreja em Óstia. Após seu consulado, aposentou-se ali até o reinado de Juliano, o Apóstata, quando vai ao Egito, vive como ermitão por um ano e é martirizado.